# Bledisloe Cup 1995
Nel 1995, la Bledisloe Cup si disputa in due match. Doppio successo neozelandese e coppa che torna a casa degli All Blacks
| Arbitro: | Ray Megsdon |

|            |      |               |
| Lomu       | mt   | Ofahengaue    |
| Mehrtens   | tr   | Roff          |
| Mehrtens 5 | c.p. | Burke, Roff 2 |
| Mehrtens 2 | drop |               |

| Arbitro: | Brian Stirling |

|                   |      |                        |
| Ofahengaue, Smith | mt   | Lomu, Mehrtens, Wilson |
| Burke 2           | tr   | Mehrtens 3             |
| Burke 3           | c.p. | Mehrtens               |